# Mokcha
Cet article concerne une rivière. Pour la langue mordve, voir Mokcha (langue). Pour le concept hindou et jaïn, voir Moksha.
La rivière Mokcha (en russe : Мо́кша) est un cours d'eau de Russie et un affluent de la rive droite de l'Oka, dans le bassin hydrographique de la Volga.

## Géographie
Elle arrose les oblasts de Penza, de Nijni Novgorod et de Riazan et la République de Mordovie. La Mokcha est longue de 656 km et draine un bassin de 51 000 km2.
Elle arrose les villes de Temnikov et Krasnoslobodsk.

## Affluents
Parmi ses principaux affluents on peut citer les rivières :
- Sivine (rd[note 1]), 124 km[1]
- Satis (rd), 191 km[1]
- Ermich (rd), 121 km[1]
- Vad (rg), 222 km[1]
- Tsna (rg), 451 km[1]

## Hydrologie
Son débit ou module est de 95 m3/s à 72 km de la confluence[réf. nécessaire].